# Patrick Dempsey
Patrick Dempsey (sinh ngày 13 tháng 1 năm 1966) là một diễn viên người Mỹ.